# کلاینبوندنباخ
کلاینبوندنباخ (به آلمانی: Kleinbundenbach) یک شهر در آلمان است که در زودوستپفالتس واقع شده‌است. کلاینبوندنباخ ۴۳۷ نفر جمعیت دارد.